# 尤寧縣 (喬治亞州)
尤寧縣（英語：Union County）是美國喬治亞州北部的一個縣，北鄰田納西州。面積852平方公里。根據美國2000年人口普查，共有人口17,289人。縣治布萊爾斯維爾（Blairsville）。
成立於1832年12月3日，縣名可能來自當時主張驅逐印第安人的Union Party。